# 1re division d'infanterie (États-Unis)
Pour les articles homonymes, voir 1re division.
La 1re division d'infanterie américaine (1st Infantry Division abrégé en 1st ID) de l'armée de terre des États-Unis (US Army), surnommée The Big Red One (littéralement : Le gros 1 rouge) en raison de son insigne, un imposant 1 rouge sur fond or, est la plus ancienne division à avoir servi continuellement.

## Histoire

### Première Guerre mondiale
La 1re division d'infanterie américaine est mise en action pour la première fois en 1917 lors de la Première Guerre mondiale. Elle est sous le commandement de William Sibert et la première unité américaine à combattre en France. Une brigade composée de 4 bataillons d'infanterie, d'un régiment d'artillerie et d'une unité du génie arrivent en première ligne le 23 octobre 1917 à Sommerviller au sud-est de Toul. Elle s'intercale entre deux divisions françaises de la 7e armée. Puis la totalité de la division, soit plus de 20 000 hommes, participe à la bataille de Cantigny sur le front de la Somme, du 28 au 31 mai 1918 sous le commandement de Robert Lee Bullard. C'est là son premier engagement majeur durant la Grande Guerre.

### Seconde Guerre mondiale

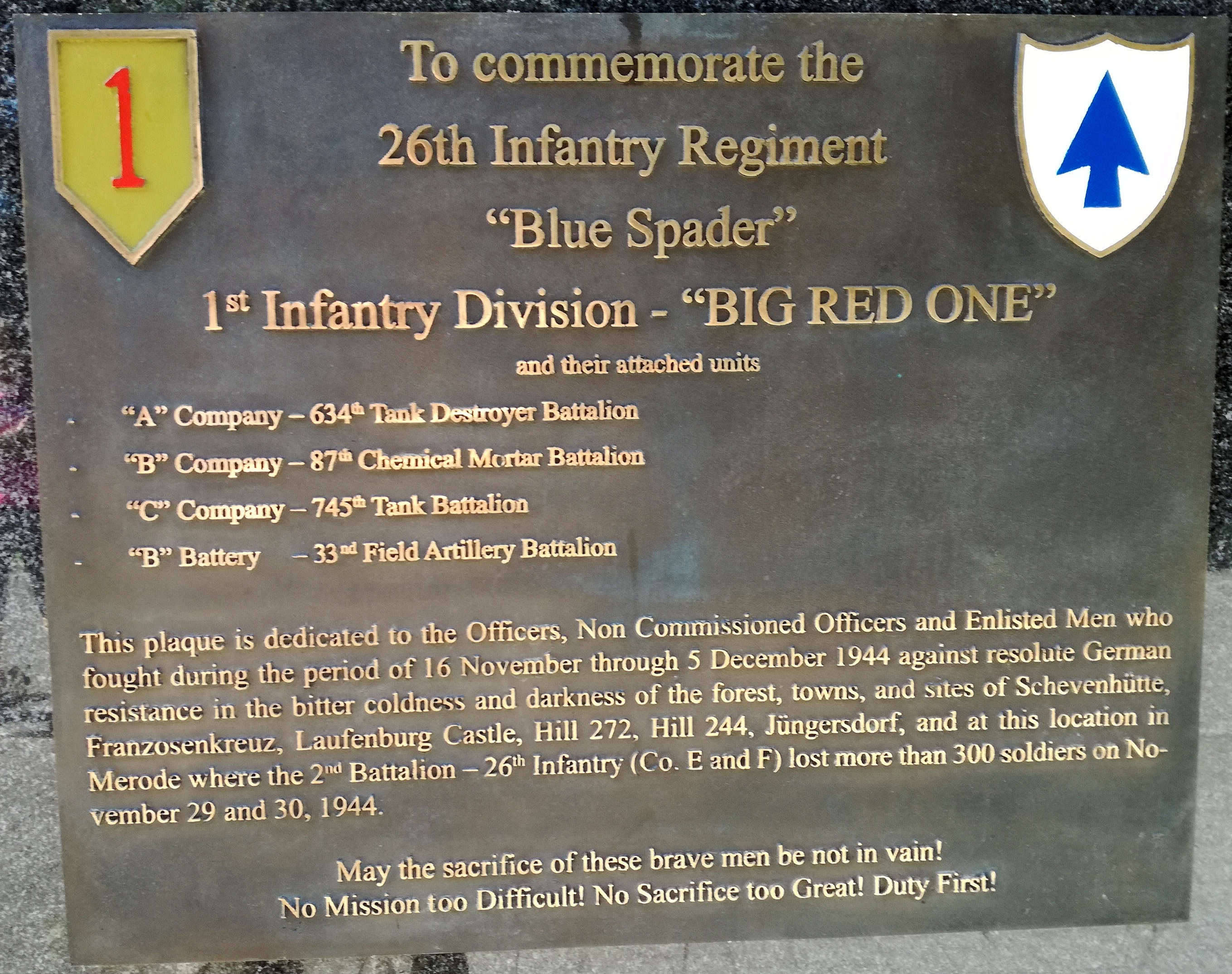
Plaque commémorative en Merode, Allemagne

Elle commença la Seconde Guerre mondiale par l'opération Torch en Afrique du Nord, débarquant à côté d'Oran. Elle combattit alors l'Afrika Korps d'Erwin Rommel puis prit part à l'opération Husky, le débarquement en Sicile. On la retrouva à Omaha beach le 6 juin 1944, où elle subit de lourdes pertes aux côtés de la 29e division d'infanterie américaine. Elle participe à la percée d'Avranches (opération Cobra) mais se trouve bloquée à Mortain qu'elle vient de prendre et de perdre (opération Lüttig). Relevée, elle contourne la forêt d'Andaine par le sud et contribue à la fermeture de la poche de Falaise. Elle se déploie ensuite dans l'Aisne à la fin du mois d'aout, participe à la bataille de la poche de Mons, puis celle d'Aix (en octobre) puis se dirige au sud de Liège, vers l'Ardenne belge (décembre) et subit à nouveau une contre attaque. Elle acheva la guerre en Allemagne, près de la Tchécoslovaquie en 1945. La division aura perdu 21 023 hommes (blessés et prisonniers probablement inclus) alors que 43 743 soldats y servirent. Ceux-ci recoltèrent 20 752 médailles, dont 16 Medals of Honor. La division resta dans les forces d'occupation en Allemagne jusqu'en 1955.

### Guerre du Vietnam
Lorsque commença la guerre du Viêt Nam, la 1re d'infanterie fut à nouveau la première à recevoir l'ordre de se déployer, en 1965. Elle resta au Viêt Nam jusqu'en 1970 et déplora la mort de plus de 3 000 de ses combattants qui reçurent 11 Medals of Honor.

### Guerre du Golfe
La division retourna au combat lors de la guerre du Golfe en 1990-1991, participant notamment à la bataille de 73 Easting contre la garde républicaine irakienne. Si elle parvint à détruire 550 chars ennemis, 480 blindés et à capturer 11 400 prisonniers, elle déplora la mort de 18 soldats.

### Les Balkans
En décembre 1994, du fait d'un plan de restructuration des effectifs de l'armée, la 1re d'infanterie fut supprimée et la 3e division d'infanterie américaine, stationnée en Allemagne, renommée 1re d'infanterie, hérita de ses couleurs. Cette nouvelle 1re division fut stationnée à Wurtzbourg à partir de 1996 et mena des opérations de maintien de la paix dans les Balkans notamment au Kosovo.

### Irak
La division, dans le cadre de la relève des unités de l'opération Iraqi Freedom, a pris le relais de la 4e division d'infanterie américaine dans la partie nord du Triangle sunnite, en particulier dans les villes de Baqubah et Tikrit.
Depuis 2006, elle est stationnée à Fort Riley, au Kansas.

## Opérations
- 1942
  - Novembre : Opération Torch
- 1943

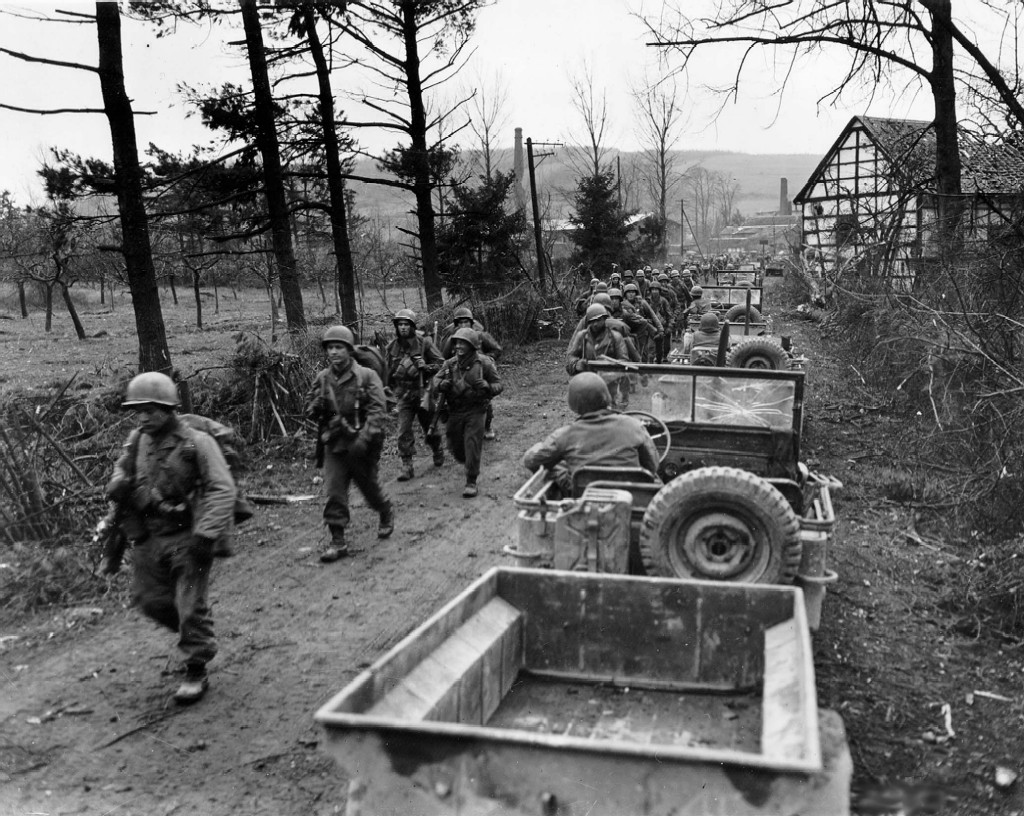
Ces G.I.'s de la 1re division d'infanterie intégrés à la 1re armée en progression vers Frauwüllesheim, en Rhénanie du Nord, le 28 février 1945, croisent une colonne de jeeps Willys MB. Avec le Victory Program, 640000 jeeps (General Purpose) seront construites.

  - Février-mai : Campagne de Tunisie
  - Juillet : Opération Husky
- 1944
  - Juin : Débarquement de Normandie à Omaha Beach, Bataille de Normandie
  - Octobre : Bataille d'Aix-la-Chapelle
  - Décembre: bataille des Ardennes

- 1967
  - Janvier : Opération Cedar Falls

- 1990
  - Août : Guerre du Golfe (1990-1991)
- 2014
  - Août : Guerre contre L'État Islamique (2014-?)

## Organisation
- 1re Brigade « Devil's Brigade »
- 2e Brigade « Dagger Brigade »
- 3e Brigade

EN 2024.

- 4e Brigade « Wings of Victory »
- Artillerie divisionnaire
- Brigade du Génie « Sappers Attack »

## Personnalités célèbres ayant servi la 1re division d'infanterie
- Samuel Fuller (1912 - 1997) y est soldat et reporter de guerre de 1942 à 1945. Blessé deux fois au combat, il reçoit la Bronze Star, la Silver Star et la Purple Heart, "pour conduite héroïque"[1]. Il réalisera en 1980 un film rapportant cette expérience : Au-delà de la gloire (The Big Red One).

## Galerie

Insigne distinctif d'unité de la 1st ID
Insigne d'épaule de la 1st ID
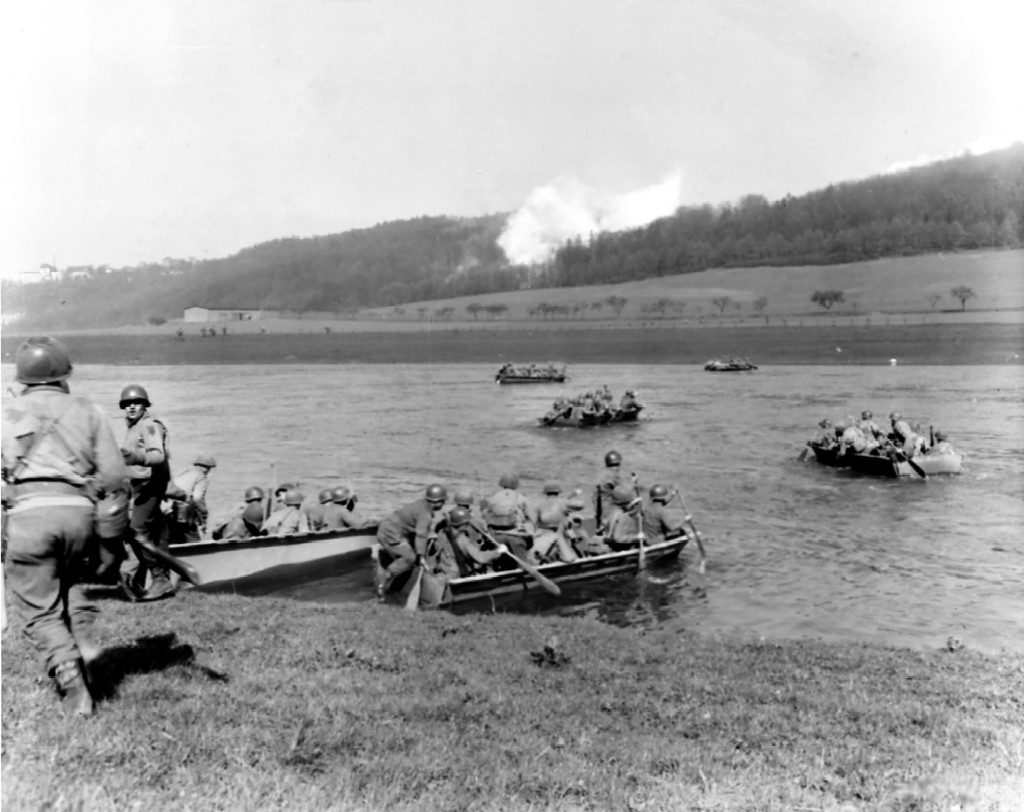
Traversée de la Weser, 8 avril 1945
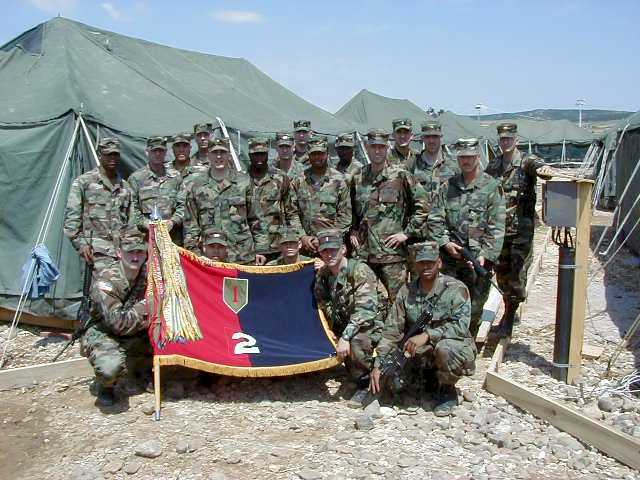
Des soldats de la 2e Brigade de la 1st ID au Kosovo, 1999
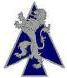
Insigne de la 2e Brigade